# Helmut Maak
Helmut Maak (* 7. Juli 1930 in Zauchtel, † 15. Oktober 2022 in Neumarkt in der Oberpfalz) war ein deutscher Bauingenieur. Als Bundesbahn-Dezernent leitete er unter anderem den Bau des Südabschnitts der Schnellfahrstrecke Hannover–Würzburg. 1990 wurde er von der Fachhochschule Regensburg (jetzt Hochschule Regensburg), wo er von 1961 bis 1997 lehrte, zum ersten Honorarprofessor bestellt.

## Leben
Maak studierte bis 1956 Bauingenieurwesen an der TH München, wo er anschließend am Lehrstuhl und Institut für Eisenbahn- und Straßenbau arbeitete. Bis 1959 folgte der Vorbereitungsdienst als Baureferendar bei der Bundesbahndirektion München und anschließend die Einstellung in den Bundesbahndienst an der Bundesbahndirektion Regensburg. Von 1959 bis 1968 war er bei den Betriebsämtern Passau und Regensburg der Deutschen Bundesbahn mit dem Um- und Ausbau von Bahnhöfen und Strecken sowie der Erneuerung von großen Eisenbahnbrücken befasst. Von 1968 bis 1973 war er Bahnübergangs- und tiefbautechnischer Streckendezernent bei der Bundesbahndirektion Regensburg.
Von 1961 bis zum März 1997 lehrte Helmut Maak an der Fakultät Bauingenieurwesen der Fachhochschule Regensburg, zunächst Erd- und Grundbau, später Bahnbau.
Von 1973 bis 1978 war er Projektleiter für die Neubaustrecken bei der Bundesbahndirektion Nürnberg. Zu seinen Aufgaben zählten dabei die Planung und Realisierung des 83 km langen Südabschnitts der Neubaustrecke Hannover–Würzburg, die Ausbaustrecke Aschaffenburg–Gemünden und die spätere Nantenbacher Kurve.
Ab 1978 leitete er die Projektgruppe H/W Süd der Bahnbauzentrale bei der Bundesbahndirektion Nürnberg. Beim Bau der Schnellfahrstrecke Hannover–Würzburg war er zwischen 1973 und 1985 als Teilprojektleiter für den Südabschnitt zuständig. In seine Verantwortung fielen Brückenbauten wie die Sinntalbrücke Zeitlofs, die Maintalbrücke Veitshöchheim, die Maintalbrücke Gemünden und die Leinachtalbrücke. Mit dem Landrückentunnel (10.779 m) entstand der bis heute (Stand: 2012) längste Tunnel in Deutschland. Beim Anschlag des Sinnbergtunnels – des ersten Tunnelanschlags der Strecke – am 25. Februar 1981 löste seine Ehefrau Sonja-Maria Maak, mit der er seit 1956 verheiratet war, als Tunnelpatin mit einem Knopfdruck die erste Sprengung aus.
1985 wurde Maak zum Leiter des Fachbereichs Bautechnik in die Hauptverwaltung der Deutschen Bundesbahn berufen. Manfred Weihprecht übernahm kommissarisch Maaks Nachfolge als Bauleiter im Südabschnitt.
Von 1989 bis zu seiner Pensionierung 1993 war Maak als Beauftragter des Vorstandes der DB und als Geschäftsführer der Deutschen-Brenner-Tunnel-Projektgesellschaft an den Planungen zum Ausbau der Eisenbahn-Alpentransversale am Brenner und der festen Fehmarn-Belt-Verbindung (Vogelfluglinie) beteiligt.
Maak war Mitglied im Verein Deutscher Ingenieure (VDI) und lebte in Neumarkt in der Oberpfalz.

## Ehrungen
Am 13. Januar 1987 wurde ihm die Ehrendoktorwürde des Fachbereichs Bautechnik der Gesamthochschule Wuppertal verliehen.

Am 12. September 2010 wurde ihm die Ritter-von-Gerstner-Medaille der Sudetendeutschen Landsmannschaft verliehen.

## Schriften (Auswahl)
- Der Tunnelbau. In: Gerd Lottes (Hrsg.): Auf neuen Schienen durch Spessart und Rhön. Hans-Christians Druckerei, Hamburg, 1992, ohne ISBN, (Natur und Technik, Band 6) S. 45–52.
- Die Bundesbahn-Neubaustrecke zwischen Main und Spessart (Südabschnitt Hannover–Würzburg). In: Internationales Verkehrswesen, Jahrgang 36 (1984), Heft 2 (März/April), S. 126–132, ISSN 0020-9511.
- Die zweite technische Herausforderung. In: Gerd Lottes (Hrsg.): Auf neuen Schienen durch Spessart und Rhön. Hans-Christians Druckerei, Hamburg, 1992, ohne ISBN, (Natur und Technik, Band 6) S. 27–32.
- Eisenbahntunnel der Gegenwart, Tunnelbau im Südabschnitt der Neubaustrecke Hannover–Würzburg. In: DB-Bahnbauzentrale Frankfurt/M. (Hrsg.): Eisenbahnbau für das 21. Jahrhundert: Streckenausbau bei der Deutschen Bundesbahn. Frankfurt am Main, ca. 1984, S. 30–38.
- Erd-, Fels- und Tunnelbauwerke, die maßgebenden Kostenträger des Unterbaus von Verkehrswegen. In: Die Bundesbahn, Heft 7/1988, ISSN 0007-5876.
- Gestaltung und langschaftliche Eingliederung der Brücken. In: Gerd Lottes (Hrsg.): Auf neuen Schienen durch Spessart und Rhön. Hans-Christians Druckerei, Hamburg, 1992, ohne ISBN, (Natur und Technik, Band 6) S. 69–82.
- Gestaltung und landschaftliche Eingliederung von Kunstbauten der Neubaustrecken der Deutschen Bundesbahn. In: Beton- und Stahlbetonbau. Heft 2, 1986.
- Neubaustrecke Hannover–Würzburg, Baubeginn im Südabschnitt. In: Die Bundesbahn. Jg. 57, Nr. 10, 1981, ISSN 0007-5876, S. 801–806.
- Planung, Ausschreibung und Vergabe der Maintalbrücke Veitshöchheim. In: Beton- und Stahlbetonbau, Jg. 82, 1987, S. 201–206 (gemeinsam mit Gerd Naumann, Fritz Leonhardt, und Dietrich Hommel).